# Protaphis scorzonerae
Protaphis scorzonerae är en insektsart. Protaphis scorzonerae ingår i släktet Protaphis och familjen långrörsbladlöss. Inga underarter finns listade i Catalogue of Life.